# أندريس رودريغيز بيدوتي
أندريس أبا (بالإسبانية: Andrés Rodríguez Pedotti)‏ (و. 1923 – 1997 م) هو سياسي من باراغواي . تولى منصب رئيس الباراغواي .
وهو عضو في حزب كولورادو .
توفي في مدينة نيويورك .
| المناصب السياسية      | المناصب السياسية  | المناصب السياسية         |
| --------------------- | ----------------- | ------------------------ |
| سبقه ألفريدو سترويسنر | رئيس الباراغواي - | تبعه خوان كارلوس واسموسي |

## روابط خارجية
- أندريس أبا على موقع الموسوعة البريطانية (الإنجليزية)
- أندريس أبا على موقع مونزينجر (الألمانية)